# Ama (Aichi)
Ama (あま市, Ama-shi) és una ciutat situada a la prefectura d'Aichi, Japó. L'1 d'octubre de 2019, la ciutat tenia una població estimada de 87.651 en 36.997 llars i una densitat de població de 3.188 persones per km². L'àrea total de la ciutat era de 27,49 quilòmetres quadrats. Ama és membre de l'Aliança de les ciutats sanes (AFHC) de l'Organització Mundial de la Salut.

## Geografia
Ama es troba a l'extrem oest de la prefectura d'Aichi, al mig de la plana de Nōbi. La ciutat es troba al nivell del mar o per sota. Es troba a 15 minuts del centre de Nagoya amb cotxe o tren.

### Clima
La ciutat té un clima caracteritzat per estius calorosos i humits, i hiverns relativament suaus (classificació climàtica de Köppen). La temperatura mitjana anual a Ama és de 15,7 °C. La precipitació mitjana anual és de 1.699 mm, sent el setembre com el mes més plujós. Les temperatures són de mitjana més altes a l'agost, al voltant dels 28,0 °C, i les més baixes al gener, al voltant dels 4,4 °C.

## Història
Ama formava part de l'antiga província d'Owari, i ha estat habitada contínuament des del període Jomon.
El temple de Jimoku-ji va ser fundat al període Asuka per l'emperadriu Suiko.
Des del període Kamakura, va ser un shukuba al Kamakura Kaidō. Durant el període Sengoku, va ser la llar del dàimio Hachisuka Masakatsu, el clan del qual governava des del castell de Hachitsuka. També va ser el lloc de naixement de Fukushima Masanori, un altre senyor de la guerra del període Sengoku.
Durant el període Edo, va formar part de les propietats de l'Owari Tokugawa del domini Owari. Des del període Edo, la zona era coneguda com un centre de producció de cloisonné.
Durant l'inici del període Meiji, l'àrea es va organitzar en diversos pobles sota el districte d'Ama, prefectura d'Aichi amb l'establiment del sistema modern de municipis.
Jimokuji, va ser elevat a l'estatus de ciutat el 1933, Miwa el 1958 i Shippō el 1966. Les tres ciutats, més la ciutat d'Ōharu, van començar les discussions sobre la fusió el 2008; tanmateix, no es va poder fer un acord amb Ōharu, que va deixar les discussions més tard aquell any. Els tres pobles restants van aprovar un referèndum el 2009, i la nova ciutat d'Ama va ser fundada i creada el 22 de març de 2010.